# Wayne Selden Jr.
Pour les articles homonymes, voir Selden.
Wayne Selden Jr., né le 30 septembre 1994 à Boston, Massachusetts, est un joueur américain de basket-ball. Il évolue au poste d'arrière.

## Biographie

### Carrière universitaire
Il passe trois années universitaires à l'université du Kansas où il joue pour les Jayhawks entre 2013 et 2016.
Le 29 mars 2016, il annonce sa candidature à la draft 2016 de la NBA, faisant l'impasse sur sa dernière année universitaire.

### Carrière professionnelle
Le 23 juin 2016, lors de la draft 2016 de la NBA, il n'est pas sélectionné. Le 8 août 2016, il signe avec les Grizzlies de Memphis.
Le 7 août 2019, il signe un contrat d'une saison et 3,5 millions de dollars avec les Shandong Golden Stars.
Début janvier 2022, Selden est licencié par les Knicks.

## Statistiques

### Universitaires
| Saison    | Équipe | Matchs | Titul. | Min./m | % Tir | % 3pts | % LF | Rbds/m. | Pass/m. | Int/m. | Ctr/m. | Pts/m. |
| --------- | ------ | ------ | ------ | ------ | ----- | ------ | ---- | ------- | ------- | ------ | ------ | ------ |
| 2013-2014 | Kansas | 35     | 35     | 29,2   | 43,7  | 32,8   | 62,9 | 2,63    | 2,49    | 0,71   | 0,31   | 9,71   |
| 2014-2015 | Kansas | 36     | 36     | 29,4   | 38,2  | 36,5   | 65,7 | 2,81    | 2,64    | 0,61   | 0,53   | 9,42   |
| 2015-2016 | Kansas | 38     | 37     | 29,9   | 47,4  | 39,2   | 61,2 | 3,45    | 2,63    | 0,74   | 0,29   | 13,76  |
| Total     |        | 109    | 108    | 29,5   | 43,6  | 36,6   | 63,2 | 2,97    | 2,59    | 0,69   | 0,38   | 11,03  |

## Palmarès
- Vainqueur de la Coupe d'Europe FIBA avec Ironi Ness Ziona (2021)
- MVP du Final Four de la Coupe d'Europe FIBA[5] (2021)
- Second-team All-Big 12 (2016)
- McDonald's All-American (2013)

## Vie privée
Selden est le fils de Wayne Selden Sr. et Lavette Pitts. Il a un frère et une sœur, Anthony Selden et Taylor Guarino-Selden.